# Ethmostigmus californicus
Ethmostigmus californicus är en mångfotingart som beskrevs av Chamberlin 1958. Ethmostigmus californicus ingår i släktet Ethmostigmus och familjen Scolopendridae. Inga underarter finns listade i Catalogue of Life.